# M76
MC76 е украински циганин с български корени, живеещ в Младост 3 в столицата на България. 
Имал е тежко детство, бил е често депресиран от силното желание на майка му да решава задачи. Именно затова и започва да употребява наркотици на съвсем малката възраст от 7 години и 6 месеца. Учените са изненадани от това колко устойчиво на опияти е тялото на рапъра. 
Музикалната му кариера започва през 2024 година с дебютния му сингъл - "Миро сифоня", като много бързо е последван от летния хит на лято 2024 - "76 идва". 
76 е представлявян от лейбъла "Kojнаре BoyZ", които притежават 100% от правата му, както и апартамента му. 
Музикалният му стил е основно Хип-Хоп, но има издадени и любовни балади както и 1 кючек - "76 кючека". 
Текстовете му са написани от неизвестен писател и са базирани върху осмиване на политиката в България, както и върху реалността на тежкия живот в Младост. Мнозина го определят като "българският Eazy-E", не заради творчеството му, ами поради наличието на болестта  СПИН отнела именно живота на легендарния американски рапър преди 30 години. Малката разлика е, че в действителност MC76 е хомосексуален и той за разлика от Eazy-E получава болестта именно чрез полов акт с друг мъж. 
76 е харесван от много, мразен от 2 пъти повече, но хейтът не го спира и той изкарва още няколко сингъла в които описва своята зависимост към снуските и хазарта, сексуалната си ориентация и дори любовта си към бялото(училище). 
Има много съмнения, че 76 е илюминат, като дори има доказателство, което за жалост е загубено в дълбините ма Ютуб.